# Tidskriften Liberty

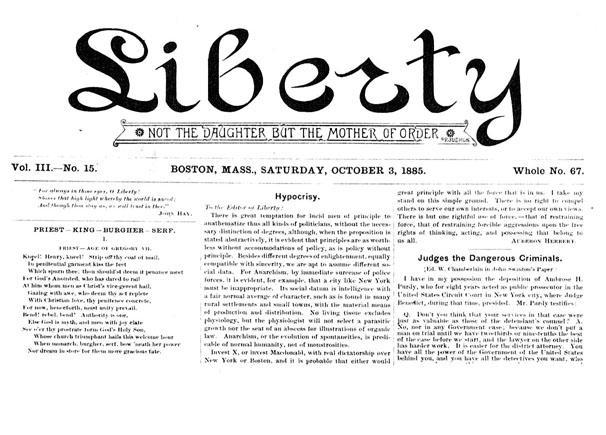

Tidskriften Liberty var en vänster-libertariansk tidskrift i USA som startades i augusti 1881 av individualanarkisten Benjamin Tucker. Liberty fick sitt namn av Pierre Joseph Proudhons myntade uttryck: "Liberty is Not the Daughter But the Mother of Order" (fritt översatt: "frihet är inte dotter utan moder till ordningen").
Under de 27 år Liberty gavs ut etablerades tidskriften till att bli en samlingspunkt för den individualanarkistiska rörelsen, den lades ner 1908 efter ett brandattentat. Som samlingspunkt kunde vänster- och högerlibertarianer mötas för diskussion och debatt.
Bland skribenterna finner man Benjamin Tucker, Lysander Spooner, Joshua K. Ingalls, John Henry Mackay, Victor Yarros,  James L. Walker,  Voltairine de Cleyre och Steven T. Byington, Auberon Herbert med flera.